# Viducasses
Les Viducasses faisaient partie des peuples gaulois vivant en Gaule lors de son invasion par Jules César, entre 58 et 51 av. J.-C.
Le nom de « Viducasses » vient du gaulois vidu « bois » et casses « chevelure ». Il désignait ainsi  « ceux qui ont la chevelure emmêlée comme les branches d'un arbre ». La capitale de cité des Viducasses était Aregenua, aujourd'hui le village de Vieux dans le Calvados.

## Origines
Les Viducasses faisaient partie de la Confédération armoricaine.

## Description

Les peuples du nord-ouest de la Gaule

Les Viducasses occupaient à peu près le centre du Calvados actuel, bordés à l'ouest par les Baïocasses et les Unelles, au sud-ouest par les Abrincates, à l'est par les Lexoviens, et au sud par les Esuviens. 
Durant le Haut-Empire, la cité des Viducasses fait partie de la province de Gaule lyonnaise. Elle est intégrée à cette province depuis la réorganisation territoriale des Gaules menées par Auguste au début de son Principat. Dans le cadre des réformes administratives de l'Antiquité tardive, avec le découpage en  diocèses, la cité des Viducasses a vraisemblablement été fusionnée avec celle voisine des Baïocasses, ce qui accéléra le déclin d'Aregenua.